# هالاس‌تلک
هالاس‌تلک (به مجاری:  Halásztelek) یک شهرداری در مجارستان است که در ناحیه سیگت‌سنت‌میکلوش واقع شده‌است. هالاس‌تلک ۸٫۶۴ کیلومتر مربع مساحت و ۸٬۶۲۰ نفر جمعیت دارد.

## خواهرخوانده
شهرهای اوجیونو، لایزنیگ، رووسینوو و Ilieni خواهرخوانده‌های هالاس‌تلک هستند.